# Trung Đồn (đảo)
đảo Trung Đồn (tiếng Trung: 中屯嶼/中屯島), là một đảo nhỏ thuộc huyện Bành Hồ, Đài Loan, về hành chính thuộc hương Bạch Sa. Đảo có chu vi 5,1819 km. Đây là đảo lớn thứ 10 của quần đảo Bành Hồ, nằm giữa đảo chính Bành Hồ và đảo Bạch Sa. Đảo trông giống một ụ đất, nên có tên cũ là Trung Đôn (ụ giữa). Vào thời kỳ Nhật Bản cai trị Đài Loan, xã Trung Đôn được thành lập. Sau khi Trung Hoa Dân Quốc tiếp quản Đài Loan, tên gọi được đổi thành Trung Đồn, hiện lập thôn Trung Đồn.

1. ↑  張默予 (1971). 澎湖縣誌. 澎湖縣文獻委員會.
2. ↑  施再滿 (1981). 台灣大風景區. 野外雜誌社.